# طایفه امامی

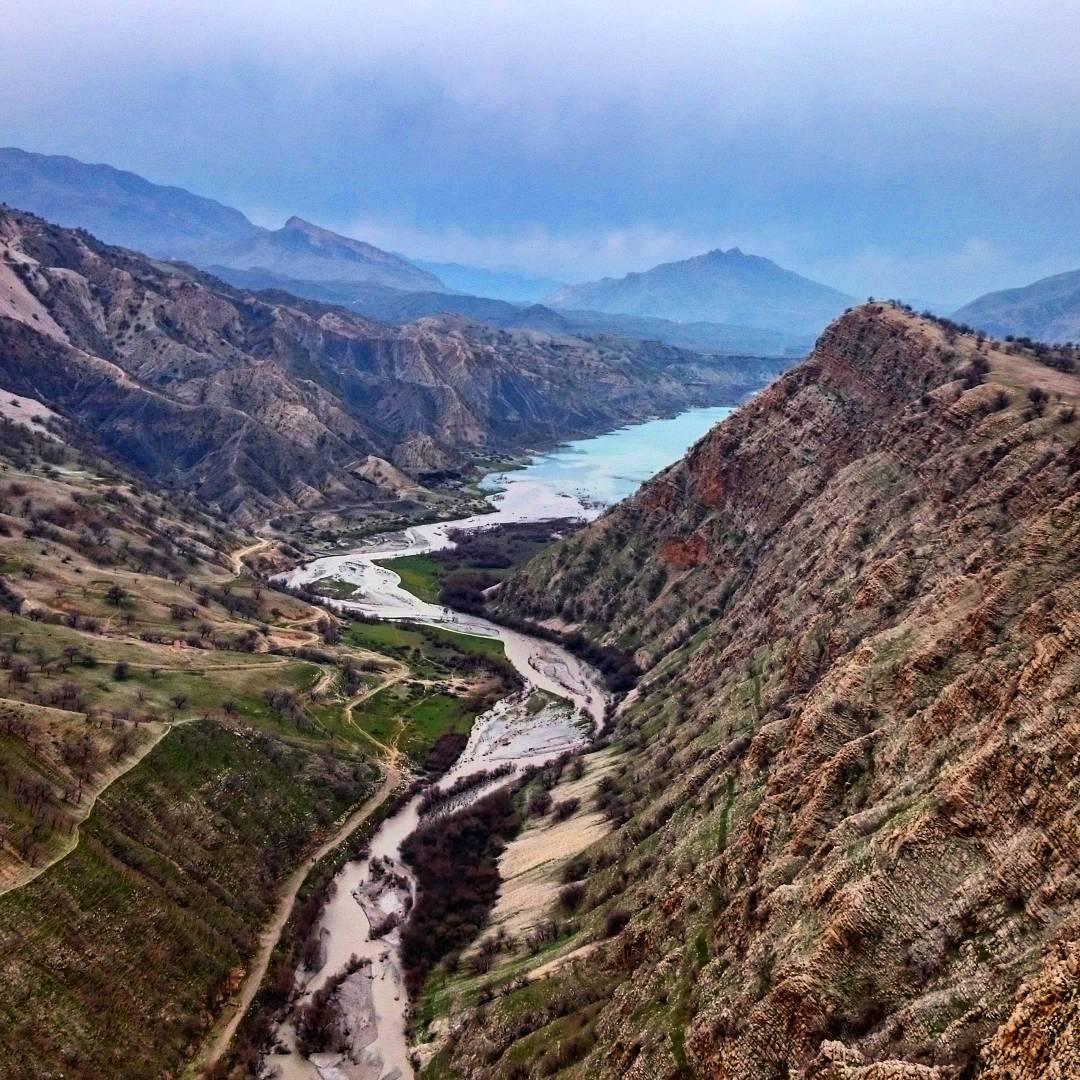
رودخانهٔ لیله، در مناطق گرمسیری طایفه امامی.

طایفهٔ امامی (به کردی: هۆز یا تیرەی ئیمامی) یکی از طایفه‌های اتحادیهٔ ایلی مهم و نیرومند ایل جاف هستند که در مناطق جوانرود و پاوه، کردستان ایران و کردستان عراق ساکن می‌باشند. در قدیم (و نیز هم‌اکنون)، این طایفه هنگام زمستان‌ها به ناحیه‌های گرمسیری مرز ایران و عراق، چون درولهٔ سفلی و علیا، کلور، کانی‌سالار و لاوران و دیگر ناحیه‌های مرزی ایران که نسبت به قسمت‌های دیگر گرمتر بوده مهاجرت می‌کردندو در تابستان‌ها نیز به ناحیه‌های سردسیری، همچون شاهو، میگوره، هانه‌سلیمان و سوروان و مناطقی از این دست، مهاجرت می‌کردند و زندگی روزمرهٔ خود را می‌گذراندند. بیشتر مردم این طایفه، به کشاورزی و دامداری مشغول هستند.
ریشهٔ مردم این طایفه به شخصی به‌نام «امام آغه» برمی‌گردد، وقتی به میرعبدالله میراولی (در میراولی) پناه می‌برد و او نیز یکی از دختران خود را به او می‌دهد و در کنار رود سیروان، لیله و زمکان مناطقی را به آنها هدیه می‌کند که در آن زندگی کنند. مردم این طایفه نیز، تمامی از نوادگان «امام آغه» هستند، به‌همین علّت به «طایفهٔ امامی» شهرت یافته‌اند.
از دیگر بزرگان این قبیله، می‌توان به عثمان بیگ امامی. محمدخان بیگ، یوسف بیگ امامی، خلیفه کیخسرو امامی، حسین کوهکن اشاره کرد. درحال حاضر بیشتر افراد این قبیله، در شهر بانه‌وره که از توابع شهرستان پاوه است سکونت گزیدند و هم‌چنین عدّه‌ای از آن‌ها نیز در کردستان عراق زندگی می‌کنند.